# Ribeira da Barca

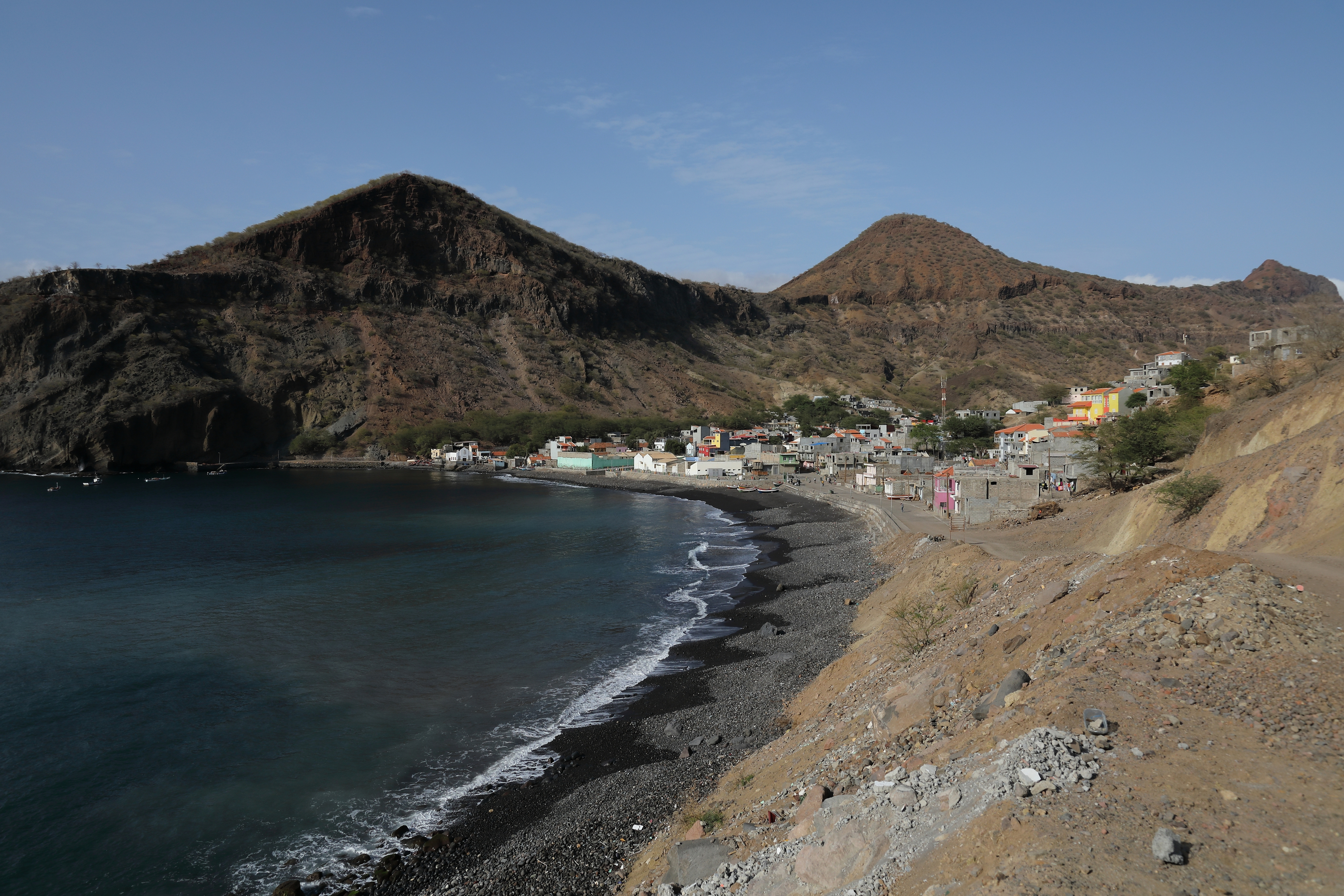

Ribeira da Barca (em Crioulo cabo-verdiano (escrito em ALUPEC): Rubera da Barka) é uma vila a noroeste da ilha de Santiago, no concelho de Santa Catarina, em Cabo Verde. Localiza-se 100 km a noroeste da capital, Praia, à 16 km de Assomada logo depois de Achada Além. Esquecido pelo governo onde a população vive de apanha de areia para poder sustentar suas famílias, mesmo sabendo que é prejudicial para a natureza degradando os inertes que podiam ser utilizado como um negocio rentável, mas devido ao esquecimento do governo e porque também a pesca deixou de ser um meio confiável de sustentabilidade dizem não houver outra hipótese para não apanha de areia. Local histórico onde na época da fome de 47 muitos iam a Ribeira da Barca no Porto para poder dali sair para outros pontos da África como São Tome e Príncipe, Dakar e entre outros. Muitas vezes procurados por turistas para lazer embora não havendo muitos recursos, mas tem alguns pontos interessantes como AGUAS BELAS, ANGRA, ISCADA(RIBEIRA EM CIMA), PORTO, CHARCO E ACHADA LEITE. Com algumas pessoas histórica como o antigo presidente da Republica de Cabo Verde António Mascarenhas, Pedro Freire juiz de profissão e o irmão João Baptista Freire agrónomo e ambos ex presidente da câmara de Municipal de Santa Catarina, Txeca Andrade Musico com muitos galardões nacionais e internacionais.            